# Vóngtájszín
Vóngtájszín (kínaiul: 黃大仙區, népszerű átírással: Wong Tai Sin) Hongkong egyik kerülete, mely Kaulung (Kowloon) városrészhez tartozik. Itt található a Vóngtájszín (Wong Tai Sin) templom, a Cílín (Chi Lin) zárda és a Námlín (Nan Lian) kert.